# Maragogi (ort)
Maragogi är en ort i Brasilien.   Den ligger i kommunen Maragogi och delstaten Alagoas, i den östra delen av landet, 1 600 km nordost om huvudstaden Brasília. Maragogi ligger 16 meter över havet och antalet invånare är 16 066.
Terrängen runt Maragogi är platt. Havet är nära Maragogi åt sydost. Närmaste större samhälle är Porto Calvo, 19,6 km väster om Maragogi.